# Aleksandr Beliakov
Pour les articles homonymes, voir Beliakov.
Aleksandr Belyakov (en russe : Александр Владимирович Беляков, Aleksandr Vladimirovitch Beliakov ; né le 26 janvier 1962 à Moscou) est un ancien lugeur soviétique. Spécialiste du double, il a participé avec Evgeni Belousov à plusieurs compétitions internationales. Il a obtenu la médaille d'argent aux Jeux olympiques d'hiver de 1984 à Sarajevo.

## Jeux olympiques d'hiver
- Médaille d'argent en double aux JO de Sarajevo 1984
- Septième en double aux JO de Calgary 1988

## Championnats du monde
- Médaille de bronze par équipes à Winterberg en 1989

## Coupe du monde
- Meilleur classement général  : Vainqueur du double en 1987/1988
- 2 victoires

## Championnats d'Europe
- Médaille d'or en simple à Hammarstrand en 1986
- Médaille de bronze à Königssee en 1988